# Iroszkoci

Krzyż celtycki - charakterystyczny symbol celtyckiego chrześcijaństwa.

Iroszkoci – współczesna nazwa wczesnośredniowiecznych celtyckich wyznawców Kościoła iroszkockiego zamieszkujących Irlandię oraz Szkocję. 

## Nazwa
We wczesnym średniowieczu Irlandia określana była w łacińskich źródłach jako "Szkocja" lub Hibernia, a jej mieszkańcy byli nazywani Szkotami (Scotti). Dzisiejsza Szkocja nazywana była wtedy Kaledonią lub Albanią, a zamieszkiwali ją Piktowie. Szkoci z Irlandii stopniowo jednak zasiedlali obszar Kaledonii, dokonując tam także ekspansji politycznej i religijnej. W konsekwencji zaczęto ten region nazywać Scotia minor (Szkocja mniejsza), a w końcu po prostu Szkocja.
Nazwa "Iroszkoci" jest używana przez współczesnych historyków w niektórych krajach (np. w Polsce  czy w Niemczech) na oznaczenie tego iryjskiego wczesnośredniowiecznego ludu, cechującego się odrębną kulturą i własną formą chrześcijaństwa.

## Kultura iroszkocka

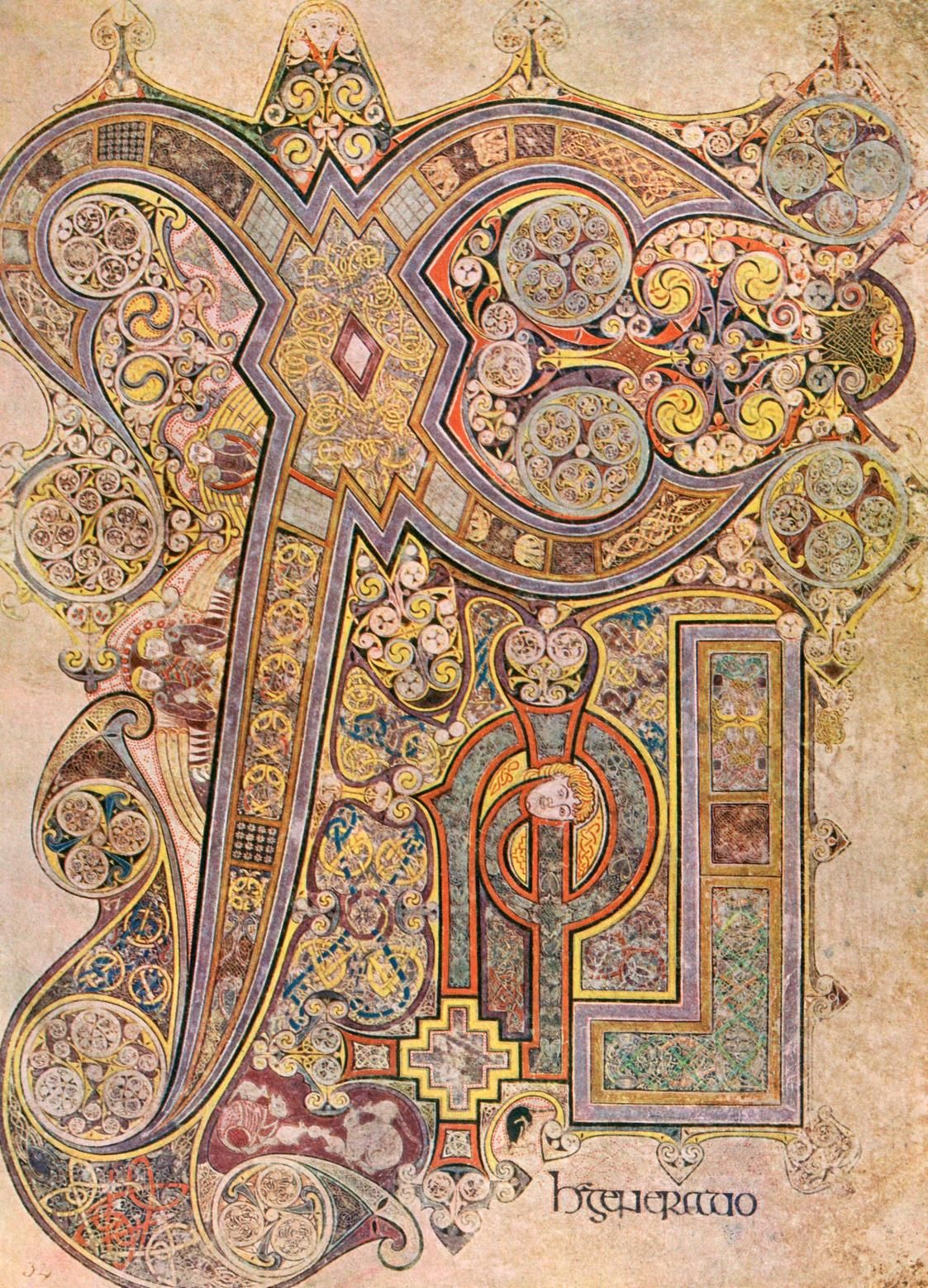
Charakterystyczną cechą kultury iroszkockiej były bogato iluminowane manuskrypty (Księga z Kells, Folio 34r)

Marginalne położenie Irlandii zapewniło jej względne bezpieczeństwo i umożliwiło rozkwit bogatej kultury artystycznej i intelektualnej. Dzięki temu Iroszkoci zajęli szczególnie istotne miejsce w rozwoju kultury i religijności wczesnego średniowiecza i mieli duże znaczenie w utrwaleniu kultury antycznej w średniowieczu. W V i VI w. założyli wiele klasztorów, które w VII i VIII w. stały się centrum akcji misyjnej sięgającej Saksonii, Bawarii, Austrii, Italii, Skandynawii. Chrześcijaństwo iroszkockie konkurowało w VI-VII w. z innymi formami chrześcijaństwa (kościołem rzymskim i starobrytyjskim). 
Iroszkoci mieli też duży wpływ na renesans karoliński.
Koniec kulturze iroszkockiej położyły najazdy Normanów w VIII i IX w.

## Znaczący Iroszkoci
- św. Patryk
- Finian z Clonard
- Dwunastu apostołów Irlandii, m.in. św. Kolumba
- Brendan Żeglarz
- Seduliusz Szkot
- Marcin Iryjczyk
- Jan Szkot Eriugena